# Résolution 2095 du Conseil de sécurité des Nations unies
Membres permanents
- Chine
- États-Unis
- France
- Royaume-Uni
- Russie

Membres non permanents
- Argentine
- Australie
- Azerbaïdjan
- Corée du Sud
- Guatemala
- Luxembourg
- Maroc
- Pakistan
- Rwanda
- Togo

Résolution no 2094 Résolution no 2096
La résolution 2095 du Conseil de sécurité des Nations unies datée du 14 mars 2013 est une résolution du Conseil de sécurité des Nations unies ayant pour objet l'après de la guerre civile libyenne. Elle prévoit la prolongation pour une nouvelle période d'un an du mandat de la Mission d'appui des Nations unies en Libye (MANUL). 

## Texte
- Résolution 2095 Sur fr.wikisource.org
- Résolution 2095 Sur en.wikisource.org